# Jasper Scawen Blunt
Jasper Scawen Blunt, britanski general, * 6. julij 1898, † 16. november 1968.